# Clarence Shaw
Clarence Eugene Shaw (* 16. Juni 1926 in Detroit; † 17. August 1973) war ein US-amerikanischer Jazztrompeter.
Shaw spielte zunächst mit Lester Young in Detroit, bevor er nach New York City ging. Er arbeitete mit Charles Mingus und ist auf mehreren Platten von diesem (u. a. Tijuana Moods, East Coasting) und von Shafi Hadi zu hören. Nach einem Streit mit Charles Mingus während der Aufnahmen zu A Modern Jazz Symposium of Music and Poetry – Shaw war zum Aufnahmetermin des Titels "Nouroog" erkrankt und Mingus beschimpfte ihn wegen seines Fehlens – gab Shaw zunächst die Musik ganz auf, versuchte sich als Keramiker und Silberschmied und studierte außerdem Hypnose. Anschließend ging er nach Chicago, wo er unter dem Namen Gene Shaw ab 1962 wenigstens bis Mitte der 1960er weiter auf der Szene aktiv war und Alben als Leader einspielte.

## Auswahldiskographie
- Mingus: Tijuana Moods (RCA, 1957)
- Mingus: A Modern Jazz Symposium Of Music And Poetry (Bethlehem, 1957)
- Breakthrough (Argo, 1962)
- Debut in Blues (Argo, 1963)
- Carnival (Argo, 1964)